# Селитьба (Нижегородская область)
Селитьба́ — село в Сосновском районе, Нижегородской области.

## География
Стоит на реке Пава.
Расположено в 20 км к юго-востоку от районного центра Сосновское.

## История
По разным источникам, село основано в XVI—XVII веках.

## Население
| 2002 | 2010  |
| ---- | ----- |
| 1208 | ↘1047 |

## Известные уроженцы, жители
- Алексеев, Александр Васильевич (1929—2014) — советский хозяйственный, государственный и политический деятель.

## Инфраструктура
Личное подсобное хозяйство с зоной сельскохозяйственного использования, индивидуальная застройка усадебного типа.